# Ray Enright
Ray Enright (Anderson, Indiana, 25 de março de 1896 — Hollywood, Califórnia, 3 de abril de 1965) foi um diretor de cinema estadunidense.

## Carreira
Enright começou no cinema como assistente de montador nos filmes de Charlie Chaplin e depois como escritor de piadas e montador para Mack Sennett, tendo interrompido a carreira por um tempo para servir na Força Expedicionária estadunidense durante a Primeira Guerra Mundial. Começou na direção na Warner Bros., em filmes de Rin Tin Tin e comédias de média-metragem, ainda no cinema mudo. Nos anos 1930 dirigiu principalmente musicais e comédias, entre eles Mulheres e Música (Dames, 1934), E Tudo Dança (Swing Your Lady, 1937), Cavadores de Ouro em Paris (Gold Diggers in Paris, 1938) e A Bailarina Russa (On Your Toes, 1939).
A partir da década de 1940 passou a dirigir predominantemente filmes de ação e westerns, tendo tido uma prolífica parceria com Randolph Scott, a quem dirigiu sete vezes em filmes como A Indomável (The Spoilers, 1942), coestrelado por Marlene Dietrich e John Wayne), A Batalha Final (Gung Ho!, 1943) e O Passo do Ódio (Trail Street, 1947, coestrelado por Robert Ryan).
Faleceu de enfarte.

## Filmografia
Todos os títulos em português referem-se a exibições no Brasil. Estão listados somente seus principais filmes no cinema sonoro.
- 1930 Dancing Sweeties
- 1932 Valente Como Trinta (The Tenderfoot)
- 1933 Expresso de Seda (The Silk Express)
- 1933 Viúvas de Havana (Havana Widows)
- 1934 Amor por Telefone (I've Got Your Number)
- 1934 20 Milhões de Namoradas (Twenty Millions Sweethearts)
- 1934 Somos de Circo (The Circus Clown)
- 1934 Mulheres e Música (Dames)
- 1934 Comprando Barulho (The St. Louis Kid)
- 1935 Enquanto o Paciente Dormia (While the Patient Slept)
- 1935 A Mulher Triunfa (Traveling Saleslady)
- 1935 Dinheiro em Penca (We're in the Money)
- 1935 Esfarrapando Desculpas (Alibi Ike)
- 1936 O Titã dos Ares (China Clipper)
- 1936 Snowed Under
- 1936 Tirando o Pé da Lama (Earthworm Tractors)
- 1936 Canta-me os Teus Amores (Sing me a Love Song)
- 1937 Cancioneiro Naval (The Singing Marine)
- 1937 Amores de Opereta (Ready, Willing and Able)
- 1937 Alta Tensão (Slim)
- 1937 Silêncio Que Condena (Back in Circulation)
- 1937 E tudo Dança (Swing Your Lady)
- 1938 Cavadoras de Ouro em Paris (Gold Diggers in Paris)
- 1938 Hard to Get
- 1938 Coragem a Muque (Going Places)
- 1939 Anjos de Cara Suja (Angels Wash Their Faces)
- 1939 O Queridinho das Titias (Naughty But Nice)
- 1939 A Bailarina Russa (On Your Toes)
- 1940 An Angel from Texas
- 1940 Cadetes em Apuros (Brother Rat and a Baby)
- 1940 O Segredo de um Morto (River's End)
- 1941 Thieves Fall Out
- 1941 Tragédia no Circo (The Wagons Roll at Night)
- 1941 Se a Lua Cantasse (Law of the Tropics)
- 1941 Três Homens Maus (Bad Men of Missouri)
- 1942 Tropel de Bárbaros (Wild Bill Hickok Rides)
- 1942 Falsos Patriotas (Men of Texas)
- 1942 A Indomável (The Spoilers)
- 1942 Cidade da Perdição (Sin Town)
- 1943 A Injúria (Good Luck, Mr. Yates)
- 1943 O Forjador de Homens (The Iron Major)
- 1943 Gung Ho! ou A Batalha Final (Gung Ho!)
- 1945 Sob o Céu da China (China Sky)
- 1945 O Fantasma Amoroso (Man Alive)
- 1945 O Escorpião Vermelho (One Way to Love)
- 1947 O Passo do Ódio (Trail Street)
- 1948 Romântico Defensor (Albuquerque)
- 1948 A Volta dos Homens Maus (Return of the Bad Men)
- 1948 Águas Sangrentas (Coroner Creek)
- 1949 Montana, Terra Proibida (Montana)
- 1949 Mercadores de Intrigas (South of St. Louis)
- 1950 Os Cavaleiros da Bandeira Negra (Kansas Raiders)
- 1951 Flechas Incendiárias (Flaming Feather)
- 1953 Man from Cairo